# Parco naturalistico delle Biancane

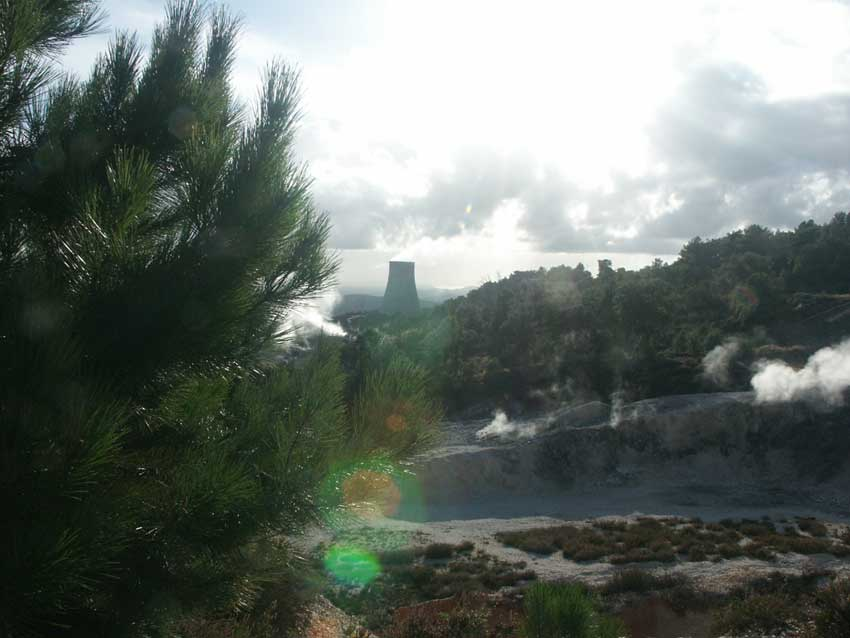
Le Biancane

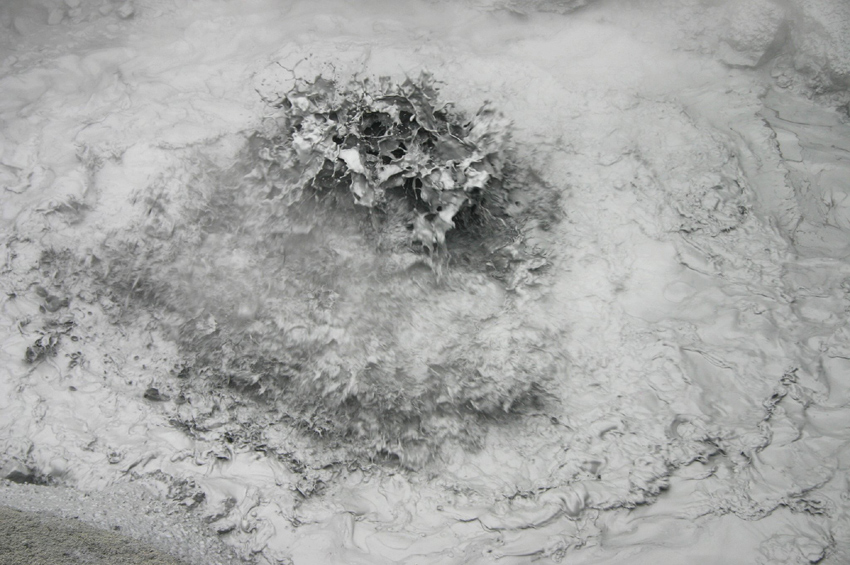
Lagone naturale

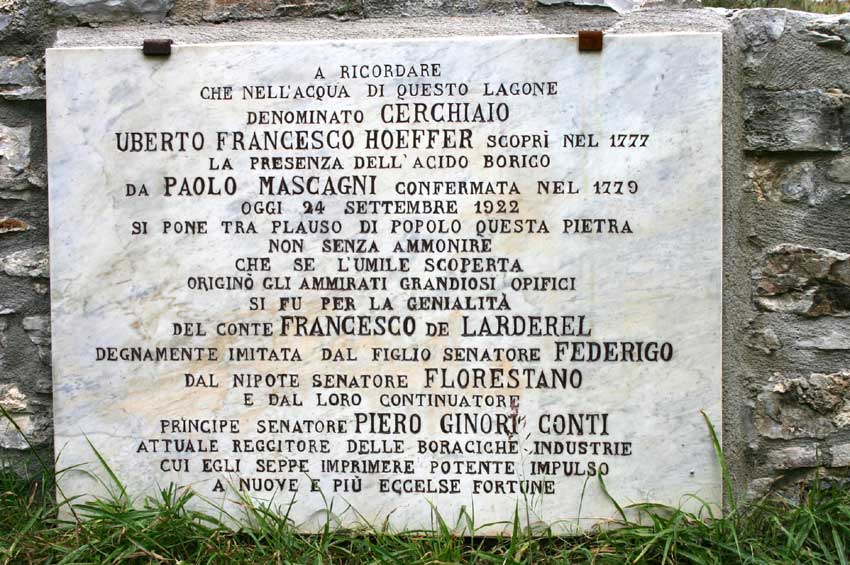
Lapide in ricordo di Uberto Francesco Hoefer

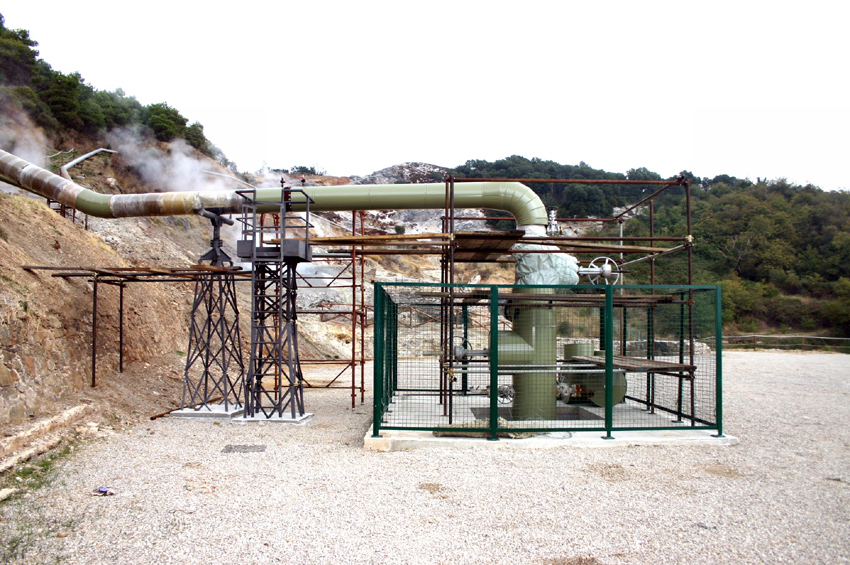
Pozzo geotermico

Il parco naturalistico delle Biancane è un'area naturale protetta situata nel comune di Monterotondo Marittimo, in provincia di Grosseto, in cui sono ubicate le caratteristiche "biancane", che rappresentano uno dei tanti siti in cui la geotermia caratterizza fortemente il paesaggio al confine fra le province di Pisa e Grosseto. Si ha infatti la presenza di diverse tipologie di manifestazioni geotermiche come soffioni, fuoriuscite di vapore dal terreno, putizze e fumarole.
Il nome deriva dal colore bianco delle rocce che caratterizza tutto il paesaggio; infatti, le emissioni di idrogeno solforato causano una reazione chimica con il calcare trasformandolo in gesso.
Il vapore che esce dalle fratture delle rocce ha una temperatura di circa 100 °C ed è costituito per il 95% da vapore acqueo e per il restante da anidride carbonica, metano, ammoniaca, acido solfidrico responsabile del caratteristico odore di uova marce, acido borico, azoto, idrogeno ed in minor misura elio, argon, radon ed altri gas nobili.
In corrispondenza degli sbocchi di vapore si hanno cristallizzazioni di zolfo nativo sotto forma di aggregati aciculari o di incrostazioni dovute all'ossidazione dell'acido solfidrico dovute al contatto con l'aria.
La presenza dell'acido solfidrico è causa inoltre di un'intensa acidificazione del suolo e la forte aggressività chimica di alcuni componenti dei fluidi geotermici ha prodotto un vistoso sbiancamento del suolo.
Tutte le rocce si presentano alterate dalla circolazione dei fluidi geotermici, alterazioni che si manifestano con la scomparsa dei colori originali e con variazione della composizione.
Le Biancane con i suoi Lagoni rappresentano una delle aree di competenza del Parco Tecnologico Archeologico delle Colline Metallifere Grossetane.

## Lagone naturale
Nella parte inferiore del sito delle Biancane si trova il Lagone. Il cratere viene alimentato da infiltrazioni di acqua termale provenienti dalla collina sovrastante. L'acqua viene portata ad ebollizione dal vapore che esce dal fondo del pozzo fino a raggiungere la temperatura di 100-150 °C. In alcuni casi l'acqua viene spinta in alto con veemenza sino a raggiungere decine di centimetri di altezza.

## Lagone cerchiaio
Le sperimentazioni per l'estrazione di acido borico, da parte di Uberto Francesco Hoefer, hanno avuto inizio proprio alle Biancane, in particolare presso il Lagone Cerchiaio, anch'esso compreso all'interno del territorio delle Biancane.
Il termine Cerchiaio deriva dalla tradizione locale, presente già in epoca altomedievale, di utilizzo delle acque bollenti nella curvatura dei rami di castagno per la "cerchiatura" delle botti.
Fin dai tempi degli Etruschi le acque boriche erano ritenute efficaci per le malattie della pelle, per le piaghe, come sollievo per artriti e dolori muscolari e per la cura delle malattie del fegato e dei reni. Attualmente l'acido borico viene utilizzato nella produzione di smalti per le ceramiche, nell'industria del vetro e in quella farmaceutica.

## Pozzi geotermici
Il sito delle Biancane è infine caratterizzato dalla presenza di pozzi geotermici dai quali fuoriesce vapore ad alta entalpia. Il vapore viene così convogliato ed inviato alla centrale geotermica per la produzione di energia elettrica (potenza 10 MW), situata sul lato ovest. Il vapore viene inviato direttamente alla turbina, e, successivamente, condensato e depurato dei gas incondensabili. L'acqua di condensa viene raffreddata e reiniettata nel sottosuolo.
A Monterotondo Marittimo iniziò la produzione di energia elettrica da fonte geotermica a livello industriale nel 1916 e si sviluppò il villaggio operaio del Lago Boracifero, nei pressi dell'omonimo lago. Nel 1918 venne qui costruita una centrale di produzione da 250 kW. La centrale geotermoelettrica dell'ENEL che si trova presso Le Biancane risale al 1958 ed è stata modernizzata nel 2002. Le quattro centrali situate nel territorio del comune di Monterotondo Marittimo riescono a coprire il 70% dell'intero fabbisogno energetico della provincia di Grosseto tramite lo sfruttamento del vapore proveniente dai pozzi geotermici della zona.